# The circle is not round
The circle is not round is het debuutalbum van de Canadese muziekgroep Arc. De band speelt een mengeling van ambient met psychedelische rock, dat laatste komt voornamelijk van de gitarist Baker, die qua gitaarspel beïnvloed is door Jimi Hendrix. De muziek van het album kwam tot stand na enige liveopnamen, die bewerkt zijn. Het album bestaat uit vier lange tracks, die door improvisatie tot stand zijn gekomen. De nadruk van dit album ligt toch voornamelijk bij de elektrische gitaar. Het album verscheen in een oplage van 800 stuks.

## Musici
- Aidan Baker – gitaar, dwarsfluit, tape en elektronisch slagwerk
- Richard Baker – percussie, slagwerk
- Christopher Kukiel – djembé, tabla

## Composities
1. the endless sequence of life and death (16:23)
2. the circle is not round (12:31)
3. desire is suffering (12:00)
4. prajna (17:00)